# Bahnhof St. Gallen

Der Bahnhof St. Gallen ist der wichtigste und grösste Bahnhof der Schweizer Stadt St. Gallen. Er ist für die Ostschweiz von zentraler Bedeutung, denn auf ihn ist die S-Bahn St. Gallen ausgerichtet. Den Bahnhof erreichen Züge aus dem Inland sowie aus Deutschland und Österreich. Der Bahnhof, und vor allem das Bahnhofsgebäude, wird auch als Hauptbahnhof St. Gallen bezeichnet. Bis in die 1960er-Jahre hiess der Bahnhof offiziell "St. Gallen HB". Noch heute hängt in der Bahnhofshalle ein Schild mit diesem Namen (siehe Bild unten).

## Geschichte

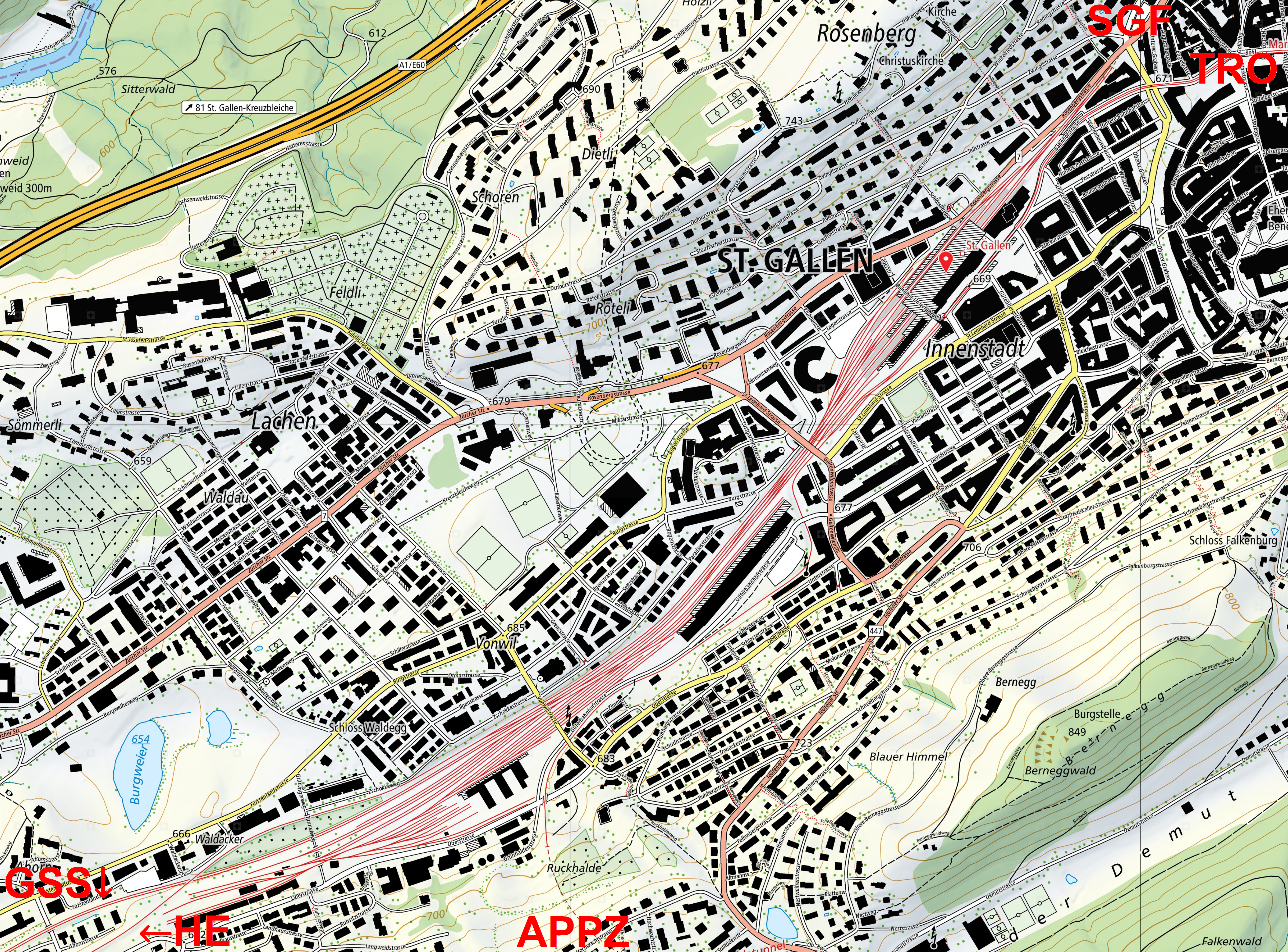
Kartenausschnitt Bahnhof St. Gallen
GSS: SBB nach Gossau SG SGF: SBB nach St. Gallen St. Fiden
HE: SOB nach Herisau TRO: AB nach Trogen
APPZ: AB nach Appenzell

Die erste Bahnhofanlage in St. Gallen geht auf die Jahre 1853–1856 zurück. Damals führten die Vereinigten Schweizerbahnen eine Situationsplanung durch. Die erste Anlage, welche 1856 vollendet wurde, genügte den Anforderungen allerdings bereits in den 1880er-Jahren nicht mehr. Nach 25 Jahren Planungsauseinandersetzungen verwirklichten die neu gegründeten Schweizerischen Bundesbahnen (SBB) mit der Stadt St. Gallen ab 1902 eine totale Neugestaltung des Bahnhofsbereichs. Mit der Neugestaltung wurden folgende Bauten erstellt:
- Ein neues Aufnahmegebäude mit Perronhalle und Schmalspurbahnhof westlich des bestehenden Bahnhofs (letzterer wurde erst später verwirklicht)
- Eine neue Kreissegmentremise mit Wohn- und Badehaus und Wasserturm
- Drei neue Stellwerke
- Die Tieferlegung der nordöstlichen Zufahrt und den
- Ausbau der Güter-, Abstell- und Rangieranlagen mit einem neuen Zoll- und Güterbahnhof.

Unter der Leitung des Ingenieurs Robert Maillart wurde 1906 der Wasserturm aus Eisenbeton gebaut.

Luftbild aus 150 m von Walter Mittelholzer (1929)

Zusammen mit den St. Galler Stadtbehörden erfolgte der Umbau des Bahnhofareals. Infolge der Hochkonjunktur der St. Galler Textilindustrie wurden grossstädtische Planungen in Angriff genommen. Zwischen dem Multertor und dem neuen Bahnhof entstand so ein neues Geschäftsviertel. Die Stadt stellte an die SBB die Forderung, dass beim Bau des neuen Aufnahmegebäudes ein Bahnhofplatz erstellt werden musste. Zusammen mit dem Eidgenössischen Departement des Innern wurde 1906 ein Wettbewerb ausgeschrieben, der auch die Gestaltung der neuen Hauptpost umfasste. Die Architekten Kuder und von Senger wurden bei diesem Wettbewerb zusammen mit zwei weiteren Büros erstrangiert, von Senger realisierte darauf bis 1913 das neubarocke Aufnahmegebäude. Seit der Renovierung im Jahr 1999 befindet sich in den oberen Etagen des Gebäudes die Migros-Klubschule, während im Erdgeschoss neben der Schalterhalle der SBB neue Geschäfte eröffnet wurden.
1915 wurde die einschiffige Bahnsteighalle mit 42 × 190 Metern Grundfläche fertiggestellt. Um die in Angriff genommene Gestaltung der Remise zu vollenden, wurde Professor Karl Moser beigezogen. Die Remise ist heute das grösste noch erhaltene Eisenbahn-Runddepot der Schweiz. Seit Herbst 2006 dient sie als Kulturzentrum und für Ausstellungen. Am 30. November 2008 wurde im Kanton St. Gallen in einer Volksabstimmung beschlossen, dass der Kanton die Remise mit dem zugehörigen Badhaus und dem Wasserturm für 22,64 Millionen Franken erwerben und mittels sanfter Renovation definitiv in ein Kulturzentrum mit Theaterräumen und einem Kinosaal umbauen soll.
So entstand nach der Jahrhundertwende zwischen der Lagerstrasse und der St. Leonhardstrasse ein neues, grossstädtisches Quartier mit öffentlichen Bauten. Dieses Quartier ist umgeben von Miets- und Geschäftshäusern aus der gleichen Zeit.
Auch die sogenannte Hauptpost gehörte von Anfang an zum Umfeld des Bahnhofs, auch wenn sie mehrmals umgezogen ist. Seit 1861 stand das Postzentrum auf dem Gelände des heutigen Hotels Walhalla, ab 1887 auf dem heutigen Bushof – erstmals mit Telefonzentrale. Seit 1915 befindet sich die Hauptpost im 1911 bis 1915 von Pfleghard und Haefeli erbauten Gebäude gegenüber der Empfangshalle. Markant ist der Uhrturm an der Nordseite.

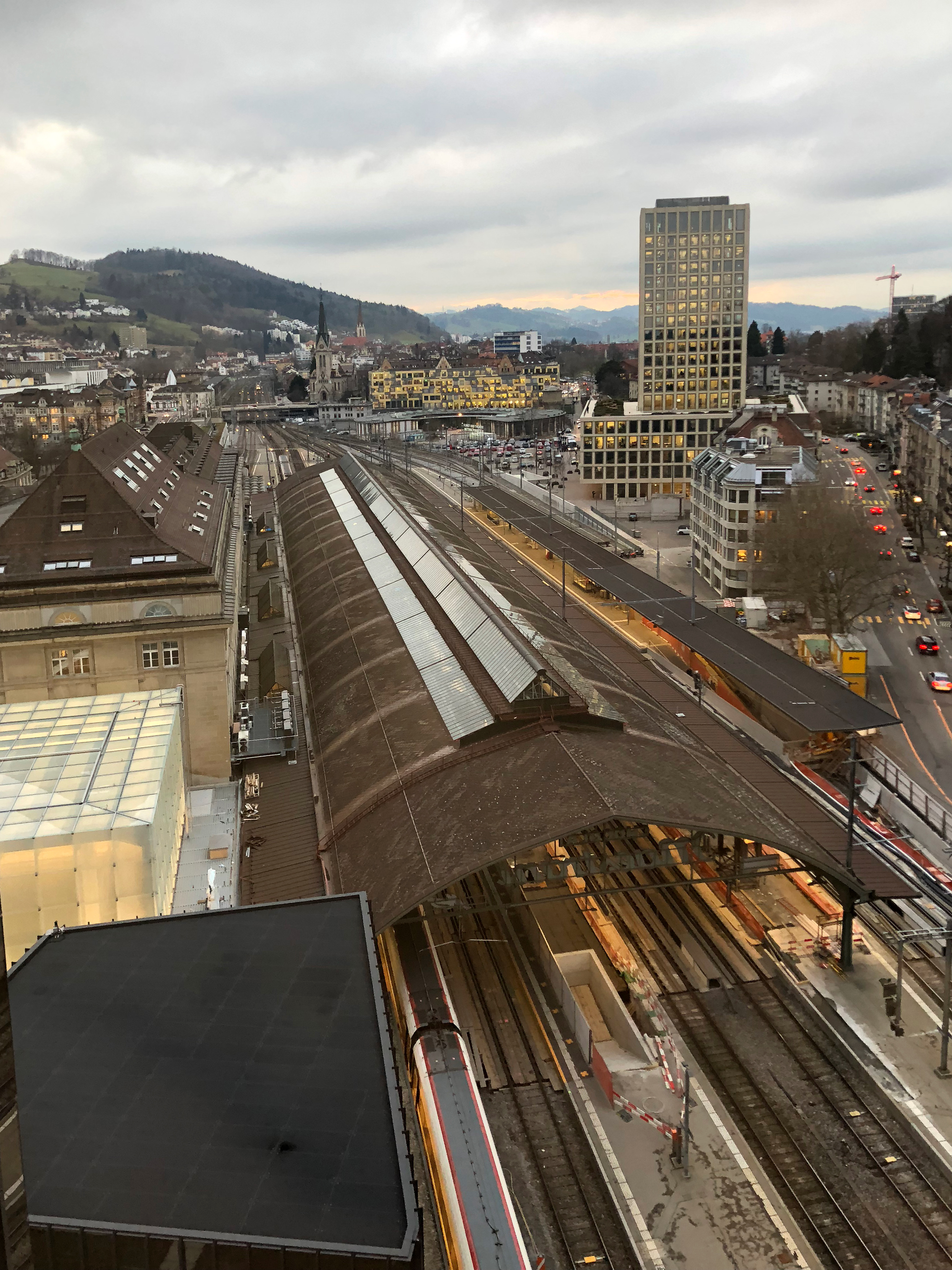
Bahnhofsgelände von Osten

1976 wurde am Ostende des Bahnhofs, an der Stelle, wo bis 1972 noch das alte Bahnhofsgebäude von 1856 gestanden hatte, das neue Rathaus der Stadt St. Gallen fertiggestellt. Das Hochhaus mit seinen beschichteten Scheiben reflektierte das Licht goldfarben, nach der Renovation 2006/2007 wurden die Fassade mit deutlich dunkleren Scheiben erneuert.
Ab dem 21. November 2009 bis 2012 galt der Bahnhof St. Gallen als «RailCity». Er ist der neunte Bahnhof, in welchem dieses Konzept der SBB umgesetzt wurde. Dies beinhaltet längere Öffnungszeiten der meisten Läden sowie einen höheren Qualitätsstandard an Sicherheit und Sauberkeit. Das bisherige Bahnhofskonzept musste aber in St. Gallen kaum geändert werden. Der Hauptmieter des Empfangsgebäudes wird auch weiterhin die Migros-Klubschule sein.

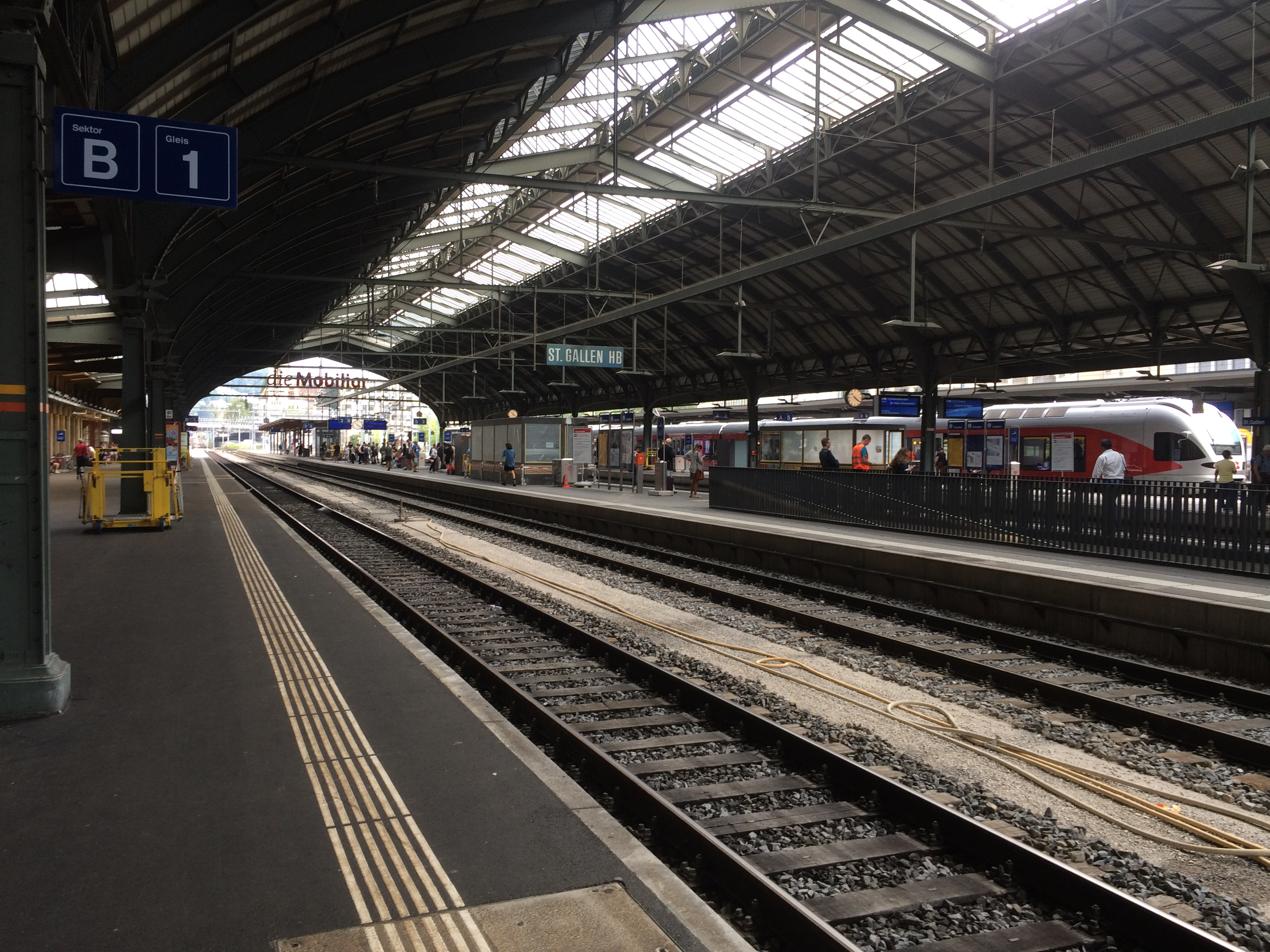
Blick in die Bahnhofshalle St. Gallen 2018

Seit 2012 besteht, als Teil des Projektes «Bahnhof Nord» (2008 vom St. Galler Stimmvolk gutgeheissen) ein Neubau der Fachhochschule St. Gallen (FHSG), eine unterirdische Bahnhofzufahrt mit Parkgarage der Cityparking AG und eine bewachte Velostation. Ab 1. Oktober 2012 wurde der Bahnhofsplatz für den privaten Verkehr gesperrt, die Parkplätze direkt beim Bahnhof aufgehoben und die neu-gewonnene Fläche als Busstationen für die Postautos und Linienbusse verwendet. Die Zufahrt für den Privatverkehr erfolgt seitdem über die neue unterirdische Bahnhofzufahrt an der Rosenbergstrasse.
Für den Ausbau der S-Bahn in der Ostschweiz wurde gleichzeitig mit dem Bau der Fachhochschule auch ein neues Perron errichtet. Die zwei neuen Geleise auf der Nordseite des Bahnhofs wurden mit dem Fahrplanwechsel im Dezember 2013 in Betrieb genommen.
Von 2016 bis 2018 wurden Bahnhofsgebäude, Unterführungen und der Bahnhofplatz einer umfassenden Neugestaltung unterzogen. Das Projekt umfasste:
- Neugestaltung des Bahnhofplatzes mit neuen, vereinheitlichten Haltekanten für den st.gallerbus (VBSG), Regiobusse und Postautos
- Neubau der Ankunftshalle mit neuen Treppen und Rolltreppen
- Ausbau der 100-jährigen Rathausunterführung mit neuem Aufgang zum Bahnhofplatz und Shopping-Möglichkeiten in der Unterführung
- Ausbau der Unterführung West mit Rolltreppen und Liften zu den Perrons
- Umbau des Bahnhofsgebäudes und des Bahnreisezentrums
- Neugestaltung des südlich des Bahnhofsplatzes liegenden Kornhausplatzes mit neuen Sitzgelegenheiten
- Neuplatzierung der Taxistandplätze
- Neugestaltung des «Bahnhofspärklis» östlich des BahnhofplatzesNeugestalteter Bahnhofplatz und Bahnhof St. Gallen (August 2018)

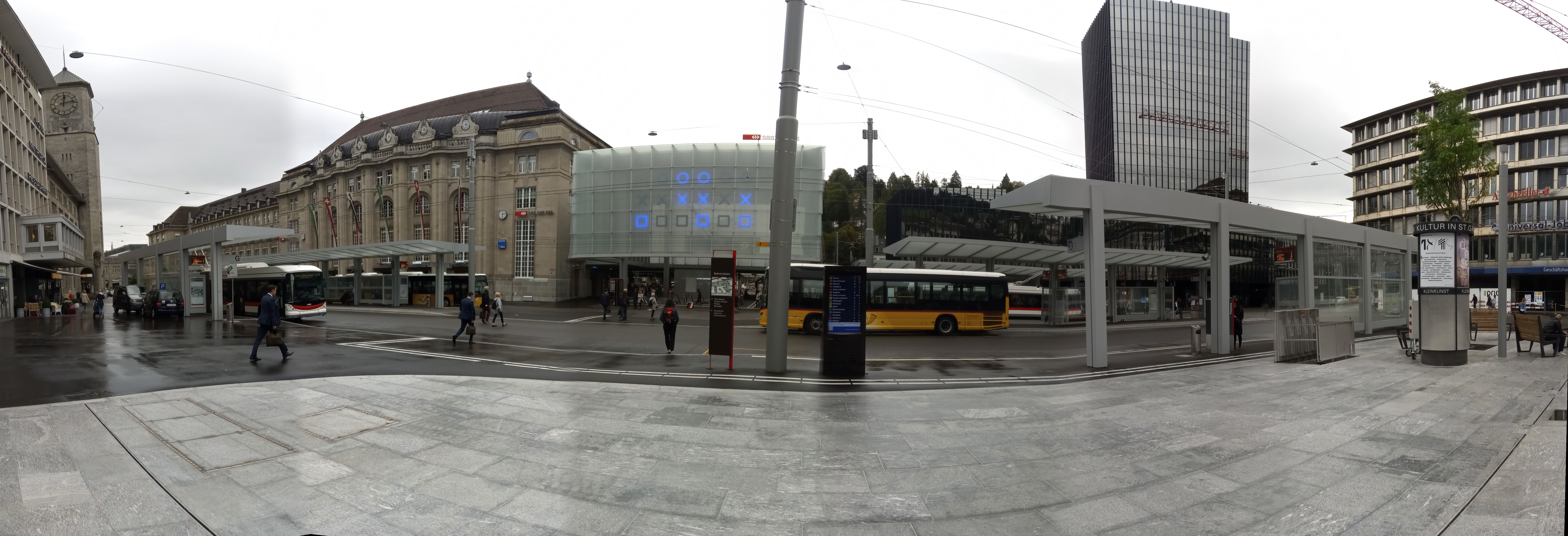
Neugestalteter Bahnhofplatz und Bahnhof St. Gallen (August 2018)

Das Ziel war es, aus dem in die Jahre gekommenen Bahnhof eine «Visitenkarte» für die Besucher der Stadt zu machen und sicherzustellen, dass die Kapazitäten des Bahnhofs und des Bushofes den zu erwartenden Zuwachs des Regionalverkehrs auch in Zukunft bewältigen können. Zusätzlich wurde der Bahnhof an die neuen Vorschriften zur Barrierefreiheit angepasst. Die offizielle Einweihung des neuen Bahnhofplatzes fand im Rahmen eines Festes am 31. August und 1. September 2018 statt.

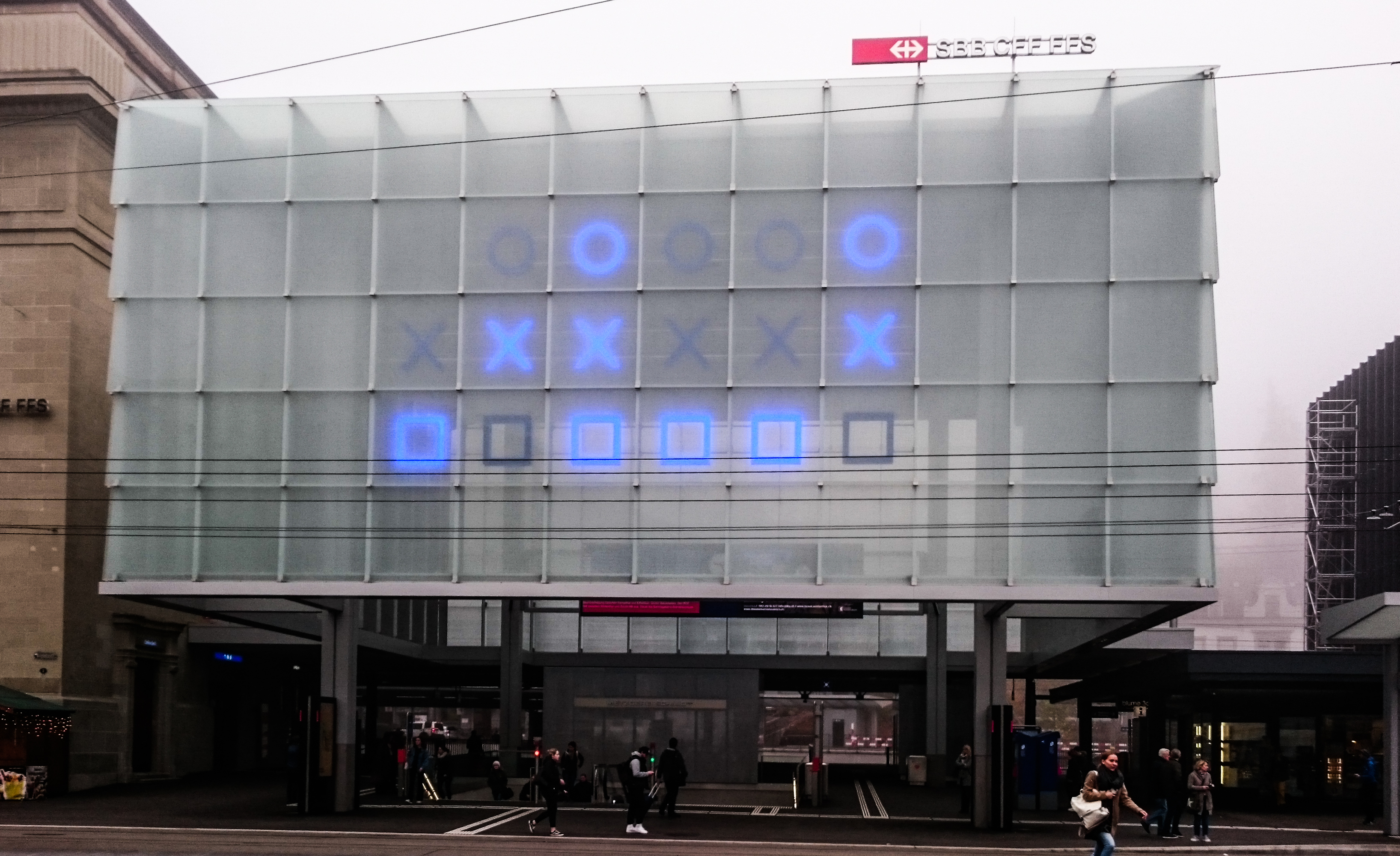
Binäre Uhr über dem südöstlichen Eingang des Bahnhofs St. Gallen. Die obere Reihe stellt die Stunden dar, die mittlere die Minuten und die untere die Sekunden.

Für Aufsehen sorgte nach dem Umbau insbesondere die neu angebrachte binäre Uhr über dem Eingang vor dem Bahnhofplatz. Sie ist zu einem neuen Erkennungsmerkmal des Bahnhofs geworden. Angezeigt wird die Uhrzeit in Stunden, Minuten und Sekunden in einer binären Tabelle aus drei Reihen und sechs Spalten, statt auf einem herkömmlichen Zifferblatt. Entworfen wurde die Uhr durch den Künstler Norbert Möslang, sie kostete 324'000 Franken. Für Kritik sorgte sie, da sie nicht intuitiv lesbar ist und ausserdem anfänglich sehr störungsanfällig war und mehrmals wegen unterschiedlicher Defekte repariert werden musste. Die Störungen konnten jedoch mittlerweile alle behoben werden.

## Gebäude

### Alter Bahnhof von 1865 (abgebrochen)

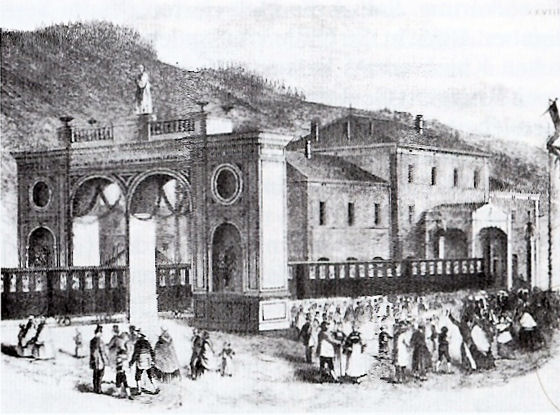
Alter Bahnhof, Stahlstich anlässlich der Eröffnung 1856

Schon beim ersten Bahnhof gab es Streitigkeiten wegen der Ausführung. Damals gerieten der Oberbaumeister F. Bitzer und das Verwaltungsratsmitglied B. Simmon aneinander. Diese Streitigkeiten gingen so weit, dass F. Bitzer das Hauptgebäude unter der Anleitung von B. Simmon zeichnete, aber ausdrücklich jede Verantwortung dafür ablehnte. Der Verwaltungsrat beschloss am 25. Oktober 1855, dass die beiden Architekten in der Eisenbahnkommission Felix Wilhelm Kubly und Johann Christoph Kunkler einzuladen seien, um die Pläne zu begutachten. Ihre Expertise fiel grundsätzlich positiv aus, es wurden auf ihr Anraten nur einige Details der Vorhalle verändert. Zu Beginn des Jahres 1856 konnte mit dem Innenausbau des Aufnahmegebäudes begonnen werden. Doch auch bei der Einstiegshalle gab es den Streit zwischen Bitzer und Simmon. Hier aber kamen die Experten Kubly und Kunkler zu dem Schluss, dass der Entwurf von Simmon zu verwerfen sei und dass der Entwurf von Bitzer mit Zwischenpfosten der Wasserableitung wegen zu bevorzugen sei. Mit dem Bau der Einstiegshalle konnte am 23. Februar 1856 begonnen werden. Zur Eröffnung der Bahnlinie am 24. März 1856 waren das Aufnahmegebäude und die Einstiegshalle noch nicht vollendet. Das Aufnahmegebäude konnte nach zwei Monaten, die Einstiegshalle im November fertiggestellt werden. In Hinblick auf den Neubau des Hauptgebäudes wurde das alte Aufnahmegebäude 1912/13 umgebaut und diente noch dem Bahndienst, bis es 1973 abgebrochen wurde. An seiner Stelle wurde das neue Rathaus der Stadt St. Gallen erbaut.

### Hauptgebäude

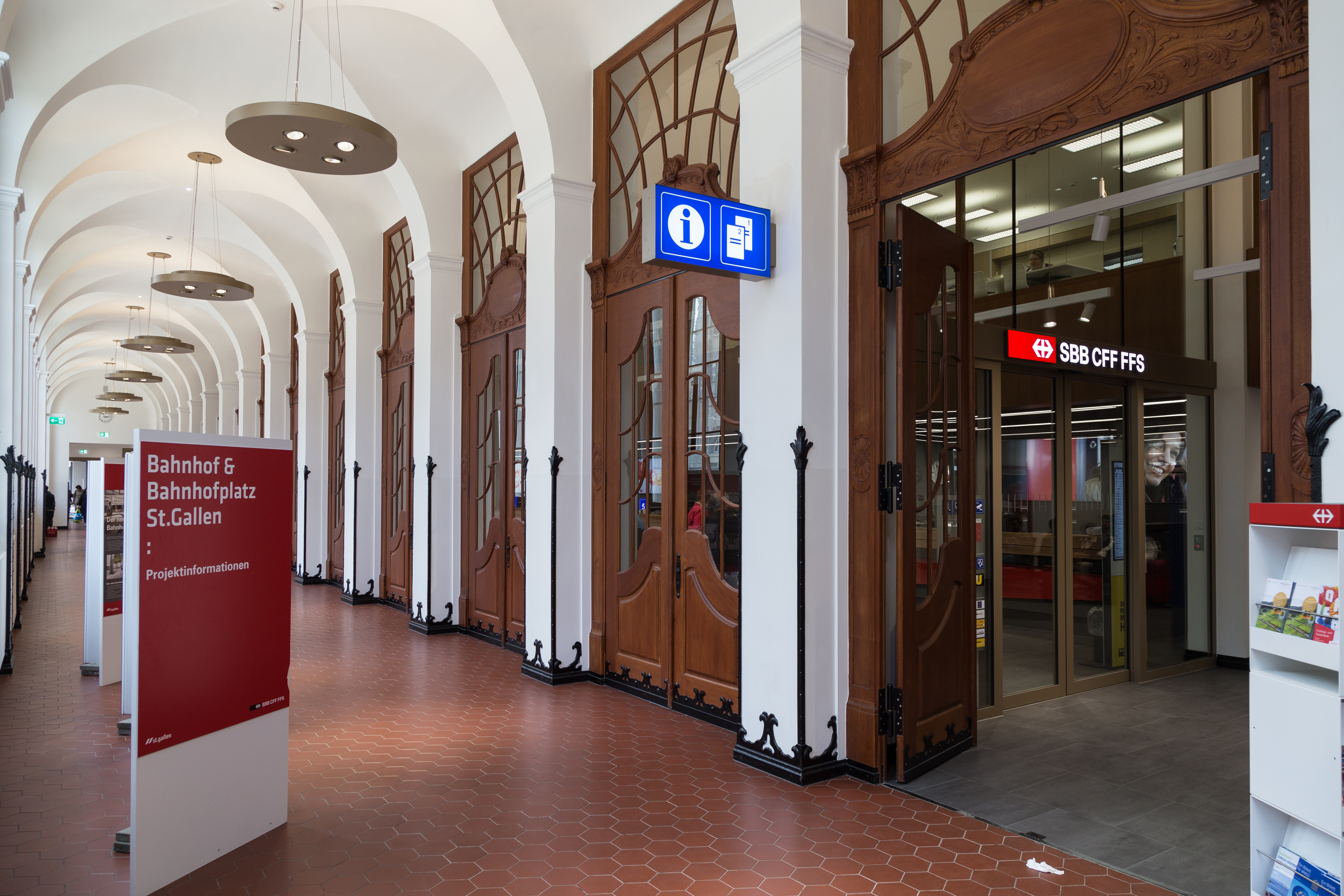
Reisezentrum im Bahnhof St. Gallen (2017)

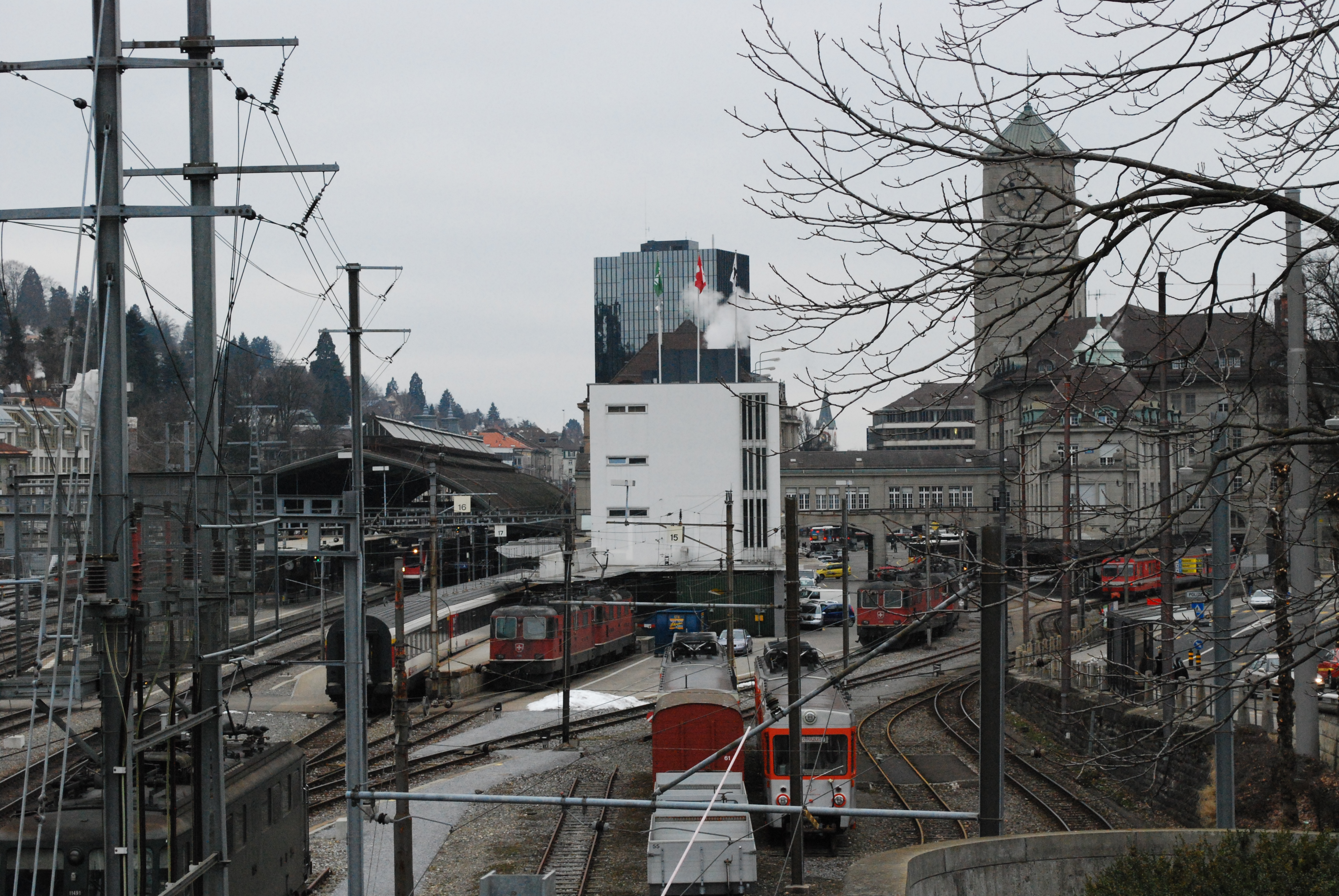
Der Bahnhof von Westen. Links die Abfahrtshalle mit dem Bogendach, in der Mitte vorne das Speditionsgebäude von SBB Cargo, dahinter (verdeckt) die Schalterhalle, dahinter das Rathaus. Rechts vorne der Nebenbahnhof, dahinter mit dem markanten Uhrturm die Hauptpost

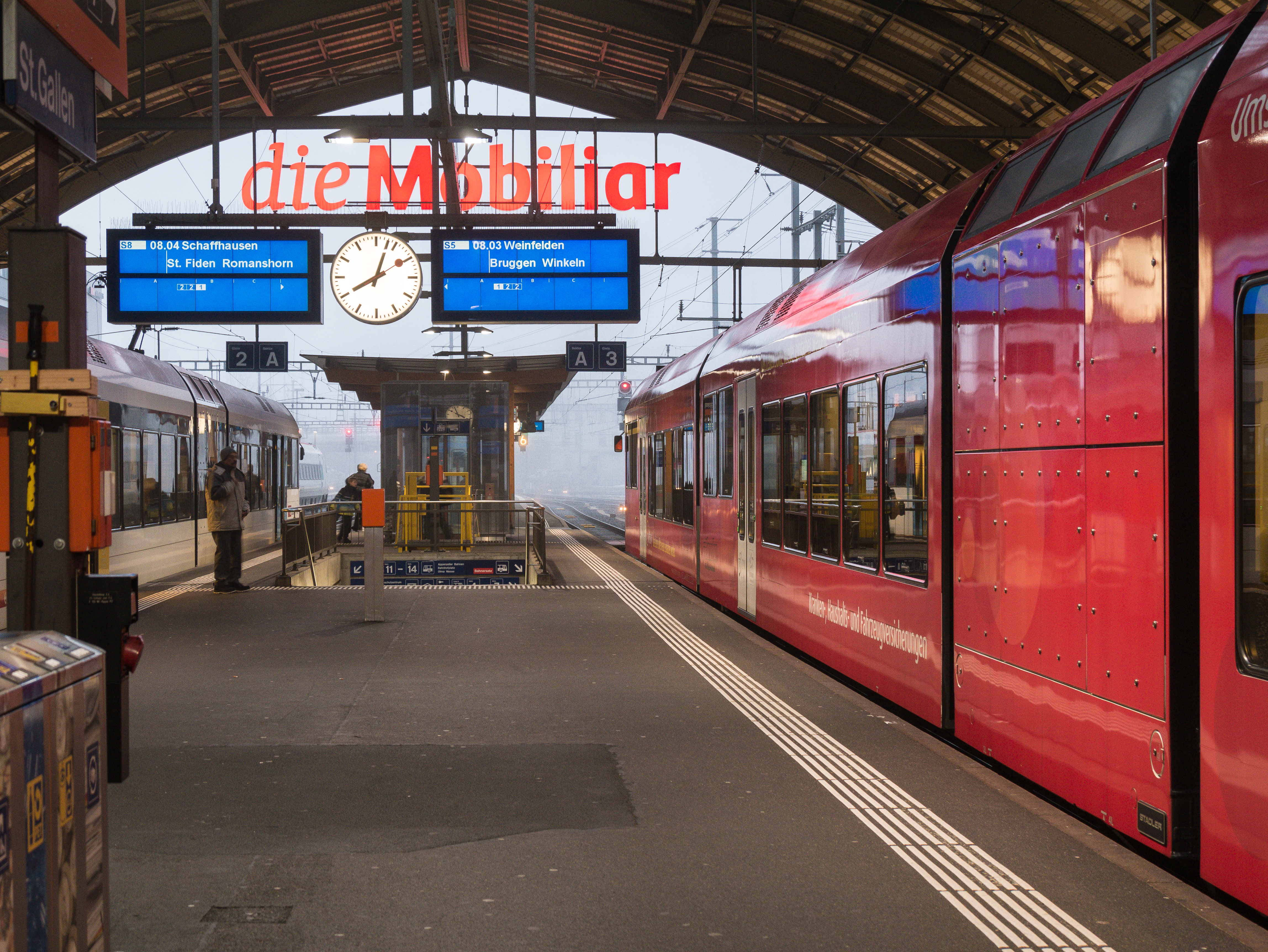
Bahnhofshalle mit S-Bahnen

Das Hauptgebäude musste nicht nur die Funktion eines Aufnahmegebäudes übernehmen, sondern diente auch als Verwaltungsgebäude des Kreises V der SBB. Dies erklärt die grosszügigen Abmessungen des Gebäudes. Es wurde 1907 ein «Wettbewerb zur Erlangung von Entwürfen für die einheitliche architektonische Gestaltung der Fassaden des Postgebäudes und des neuen Aufnahme- und Verwaltungsgebäude der S.B.B in St. Gallen, sowie des Aufnahmegebäudes des Schmalspurbahnhofes und des Verbindungsganges zu letzterem» ausgeschrieben. Es gingen 25 Entwürfe ein, wobei kein 1. Platz vergeben wurde. Auf den 2. Platz kamen drei Entwürfe, der Entwurf von der Pfleghard und Haefeli, Zürich, der Entwurf Curjel & Moser, St. Gallen und der Entwurf Kuder und von Senger aus Zürich. Auf den 3. Platz kamen zwei Entwürfe, der Entwurf von Montando und Odier, Genf und der Entwurf Yonner und Grassi, Neuenburg. Das Eidgenössische Departement des Innern übertrug Pfleghard und Haefeli die Ausführung des Postgebäudes, während die SBB die Weiterbearbeitung an Kuder und von Senger vergaben. Damit kam es zu keiner einheitlichen Gestaltung, wie es der Projektwettbewerb vorgesehen hatte. Bei dem im Februar 1909 von Kuder und von Senger eingereichten neuen Vorschlag war die Fassade ein sichtbarer Betonbau und unterschied sich damit gegenüber dem Wettbewerbsbeitrag, bei dem noch eine Hausteinverkleidung vorgesehen war. Dadurch gab es einige Misstöne, und eine Expertise wurde in Auftrag gegeben. Diese wurde von Robert Maillard durchgeführt und befürwortete einen Eisenbetonbau. Die SBB-Generaldirektion störte sich aber an der Sichtbetonbauweise. Es wurde offen darüber nachgedacht, das Projekt einem andern Architekturbüro zu vergeben. Dies führte allerdings dazu, dass sich Kuder Ende November 1910 vom Projekt zurückzog. Währenddessen versuchte von Senger bei der Gestaltung der Haupteingangspartie auf die Kritikpunkte einzugehen, so dass man sich schlussendlich doch noch einig wurde. Mit dem Bau konnte 1911 begonnen werden, und am 23. Dezember 1913 konnte das Hauptgebäude seiner Bestimmung übergeben werden.
Das in der Schalterhalle aufgebrachte Gemälde von Walter Näf aus Zürich ist nicht erhalten geblieben. Das Gemälde im Kreisbahnratsaal von Brandes und H. Schmutz hingegen schon. Zwischen 1985 und 1987 wurde das Gebäude einer Gesamtrenovation unterzogen, aussen durch Spirig und Kask aus Zürich, innen durch Robert Bamert.
Von 2016 bis 2018 fand eine weitere Renovation des Erdgeschosses des Hauptgebäudes statt, wobei die Bahnhofshalle neu gestaltet und die Kundenbereiche der SBB und die Einkaufsbereiche neu platziert wurden. Diese Renovation fand im Zusammenhang mit der Neugestaltung des ganzen Bahnhofplatzes, der Erweiterung der Rathausunterführung (inkl. Barrierefreiheit) und der Anpassung der Perrons statt.

### Nebenbahnhof

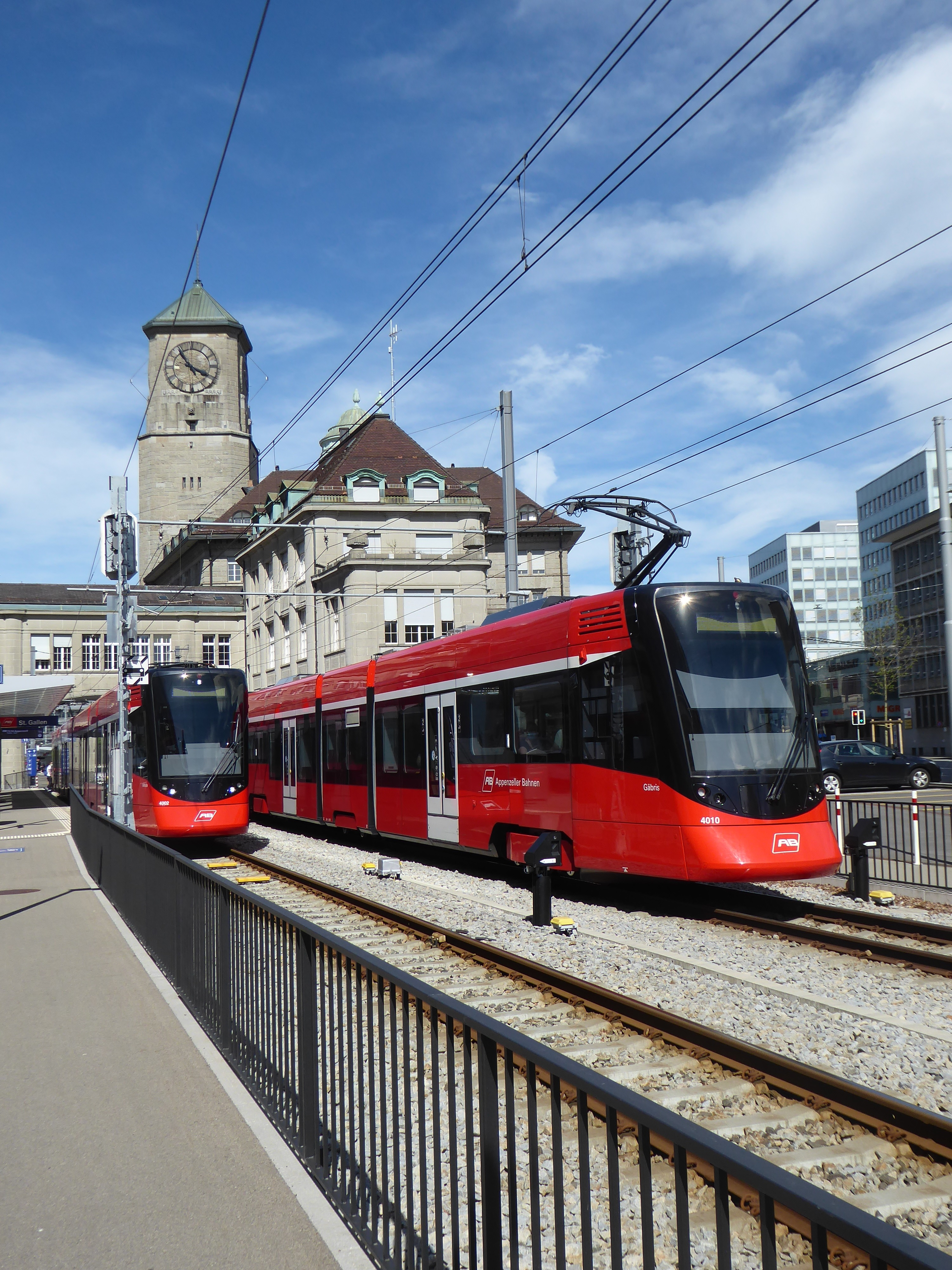
Nebenbahnhof mit zwei Zügen der Appenzeller Bahnen nach Appenzell und rechts nach Trogen.

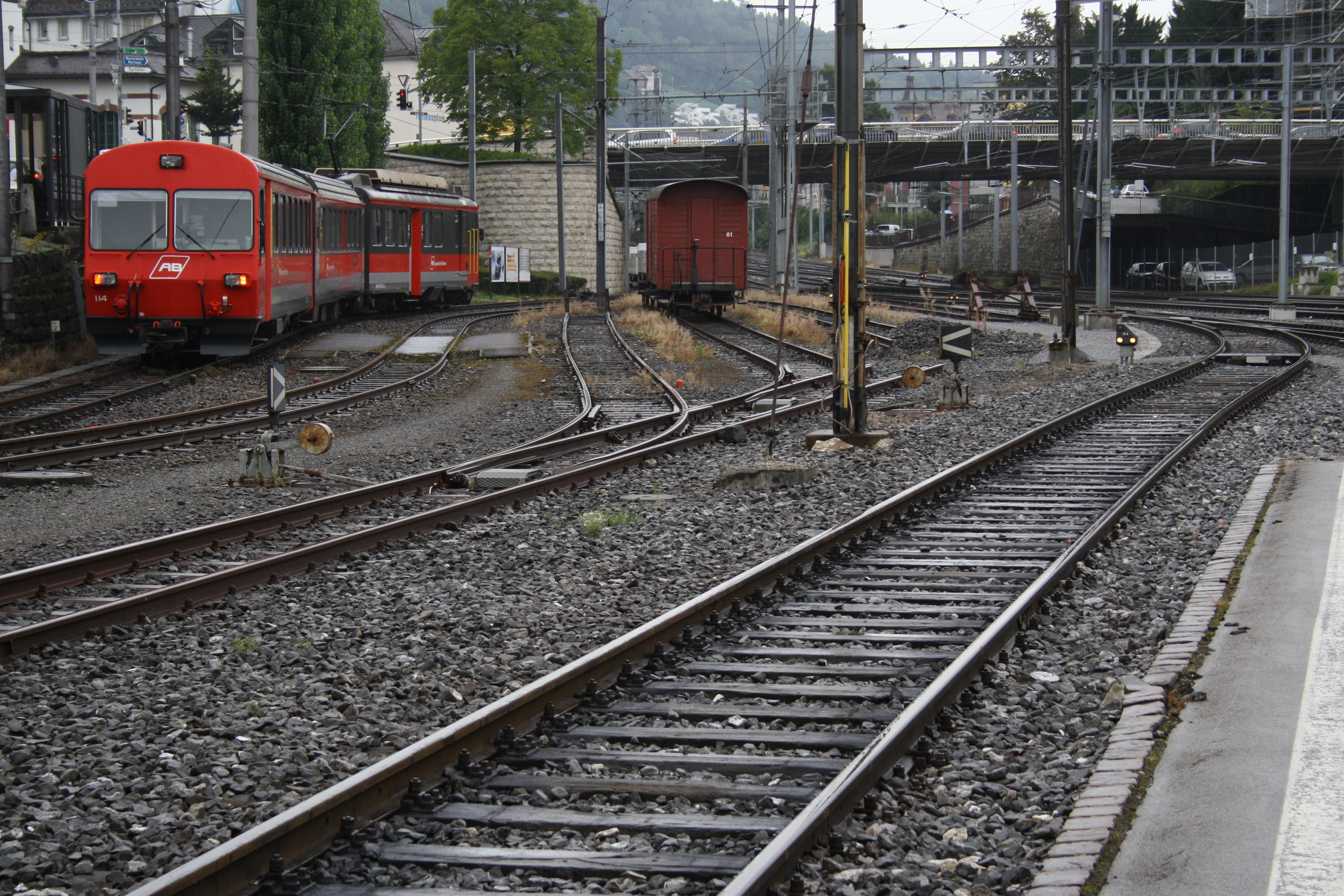
Ausfahrt eines Zuges in Richtung Gais, in Bildmitte die Abstellgruppe für die Züge von und nach Trogen, 2009

Ergänzt wird das Hauptgebäude mit den normalspurigen Gleisanlagen um den sogenannten Nebenbahnhof, auch Gaiserbahnhof genannt, wo die schmalspurigen Züge der Appenzeller Bahnen (AB) halten. Der Nebenbahnhof liegt im westlichen Teil des Bahnhofs und wurde 1914 von Hermann Lüthy und von Stadtbaumeister Max Müller angebaut. Bis 2018 bestand er aus zwei betrieblich unabhängigen Kopfbahnhöfen, die keine Gleisverbindung zueinander aufwiesen und aus jeweils entgegengesetzter Richtung bedient wurden.
Der Trogener Bahnhofsteil verfügte über zwei Gleise, ein Bahnsteiggleis mit der Nummer 12 und ein Umfahrgleis mit der Nummer 11. Im Anschluss daran stand eine dreigleisige Abstellgruppe zur Verfügung. Für die Züge in Richtung Gais und Appenzell standen drei Gleise bereit, darunter die beiden Bahnsteiggleise 13 und 14 sowie ein zusätzliches Abstellgleis am äusseren Rand des Bahnhofs. Das dreigeschossige Empfangsgebäude des Nebenbahnhofs war ähnlich einem Inselbahnhof angeordnet und schob sich keilförmig zwischen die beiden Gleise 12 und 13, die sich einen Mittelbahnsteig teilten. Das Hauptgebäude und der Nebenbahnhof sind baulich durch zwei Torbögen miteinander verbunden, die Züge von und nach Trogen unterqueren dabei den brückenähnlichen Verbindungstrakt zwischen den beiden Empfangsgebäuden.
Der Nebenbahnhof trug früher in Anlehnung an die ehemaligen Bahngesellschaften Trogenerbahn beziehungsweise Elektrische Bahn St. Gallen–Gais–Appenzell die Bezeichnungen St. Gallen TB für die Gleise 11 und 12 sowie St. Gallen SGA für die Gleise 13 und 14. Nach der 2006 erfolgten Fusion der beiden Unternehmen lautete die Bezeichnung St. Gallen AB, im Kursbuch wird heute kein Zusatz mehr verwendet.
Für die Inbetriebnahme der Durchmesserlinie am 7. Dezember 2018 wurde der Trogenerbahnhof zu einem Durchgangsbahnhof umgebaut und die überflüssigen Gleisanlagen des Gaiserbahnhofs entfernt. Anstelle der Perrongleise der früheren Gaiserbahn befinden sich einige Parkplätze.

### Depot (Lokomotivremise)

Übersicht über die Infrastruktur

Die Lokomotivremise wurde zwischen 1902 und 1903 erbaut. Dies nach den Plänen des Bauingenieurs Koenig, der von den Vereinigten Schweizer-Bahnen den Zuschlag für sein Projekt von 1897/98 erhielt. Die Detailpläne des Rundschuppens, die 1901 erstellt wurden, enthielten 15 Lokomotivstände. Für die Fassadengestaltung waren Heinrich Ditscher und Karl Moser zuständig, die Bauausführung wurde Luitpol, Kottmann & Cie aus Basel übertragen. Infolge des Mehrbedarfs an Stellplätzen durch den Bau der Bodensee-Toggenburgbahn wurde der Rundschuppen zwischen 1909 und 1911 erweitert und umfasste danach 21 Lokomotivstände. Bei der Erweiterung wurde für die Fundamentierung die Strausspfahlgründung angewendet. Bei diesem Umbau wurde auch ein zweiter Hochkamin erstellt.
Das Depot wird seit Ende 2010 als Kulturzentrum verwendet.

### Wasserturm

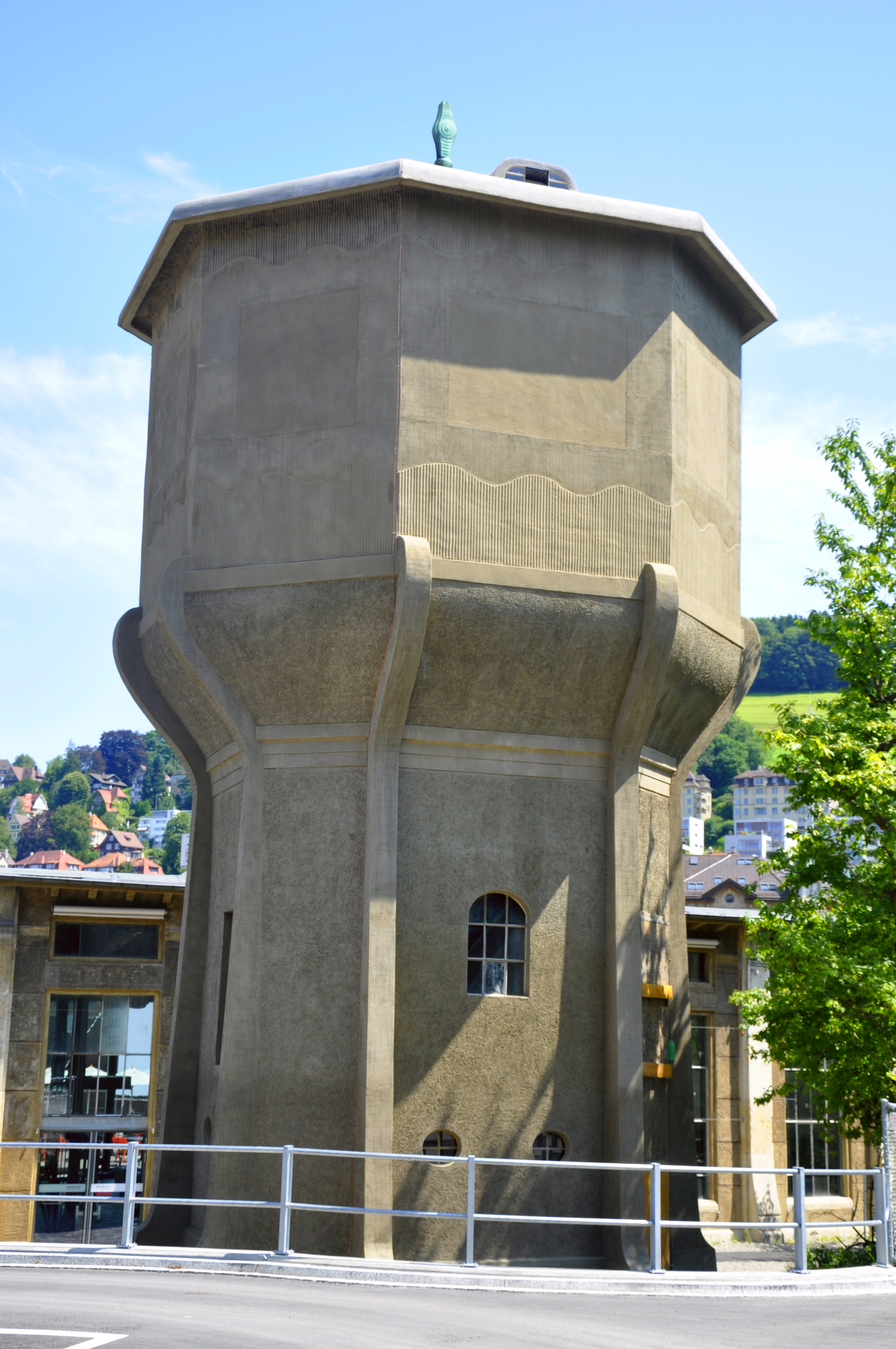
Der Wasserturm

Der heutige Wasserturm wurde 1906 nach den Plänen von Robert Maillart erbaut. Er sollte zusammen mit den Depot erbaut werden; da man sich aber nicht über die Bauform einig war, verzögerte sich dessen Bau. 1905 entschieden sich die SBB, nach dem Entwurf von Robert Maillart einen Betonskelett–Turm zu bauen.

## Passagier- und Betriebszahlen
Jeden Tag benutzen 75'000 Bahnreisende den Bahnhof (2015). Der Bahnhof St. Gallen ist nur während weniger Nachtstunden geschlossen. Die ersten Züge fahren kurz nach 4:00 Uhr, die letzten um 1:00 Uhr in der Nacht, von Freitagmorgen bis Sonntagabend rund um die Uhr.
Täglich wird der Bahnhof St. Gallen von 304 Reisezügen und 24 Güterzügen bedient (Stand 2007).

## Verkehr
Durchschnittlich stiegen 2018 im Bahnhof St. Gallen täglich 46'770 Bahnreisende ein und aus. Er ist damit der am stärksten frequentierte Bahnhof im Kanton.

### Fernverkehr
Der Bahnhof St. Gallen liegt an mehreren international oder national bedeutenden Bahnstrecken. Die wichtigste Verbindung führt von St. Margrethen über Rorschach nach St. Gallen und dann weiter nach Wil, Winterthur und Zürich.
Pro Stunde fahren drei bis vier Fernverkehrszüge nach Zürich, die meisten davon weiter via Bern oder Biel nach Genf. Sechs Zugpaare verbinden die Stadt direkt mit der deutschen Metropole München.
- Zürich HB – St. Gallen – Memmingen – München    TT
- 1 Genève-Aéroport – Bern – Zürich HB – St. Gallen   BZ FS RZ
- 5 Lausanne – Biel/Bienne – Zürich HB ( – St. Gallen/Rorschach)  TT FZ BZ FS RZ , im Sommer zusätzlich , Lausanne–Zürich HB stündlich, mit Verlängerung zur Hauptverkehrszeit nach St. Gallen, Genève–Rorschach stündlich
- 13 Zürich HB/St. Gallen – Sargans/Chur teilweise , teilweise  FS  (Alpenrhein-Express)
- St. Gallen ‒ Herisau ‒ Wattwil ‒ Rapperswil ‒ Pfäffikon SZ ‒ Arth-Goldau ‒ Küssnacht am Rigi ‒ Luzern  FS  Voralpen-Express

### Regionalverkehr

#### Bahnverkehr
Der Bahnhof St. Gallen ist das Zentrum für die im Regionalverkehr verkehrende S-Bahn St. Gallen. Er wird zudem durch Züge der Südostbahn, der Appenzeller Bahnen sowie der ihr gehörenden Trogenerbahn bedient.
Die Südostbahn verbindet Romanshorn mit Wattwil und betreibt den Voralpen-Express, der stündlich nach Luzern fährt. Ferner betreibt sie die S-Bahn-Linie S4.
Thurbo betreibt einen grossen Teil der Regionalverkehrslinien um die Stadt, darunter auch die Verbindungen nach Bischofszell und Weinfelden und die sogenannte Seelinie über Romanshorn nach Schaffhausen.

Fahrzeugparade im Bahnhof St. Gallen mit SBB Re 4/4 IV, Saurer-Postauto, BT-Steuerwagen und Pendelzügen der Appenzeller Bahnen

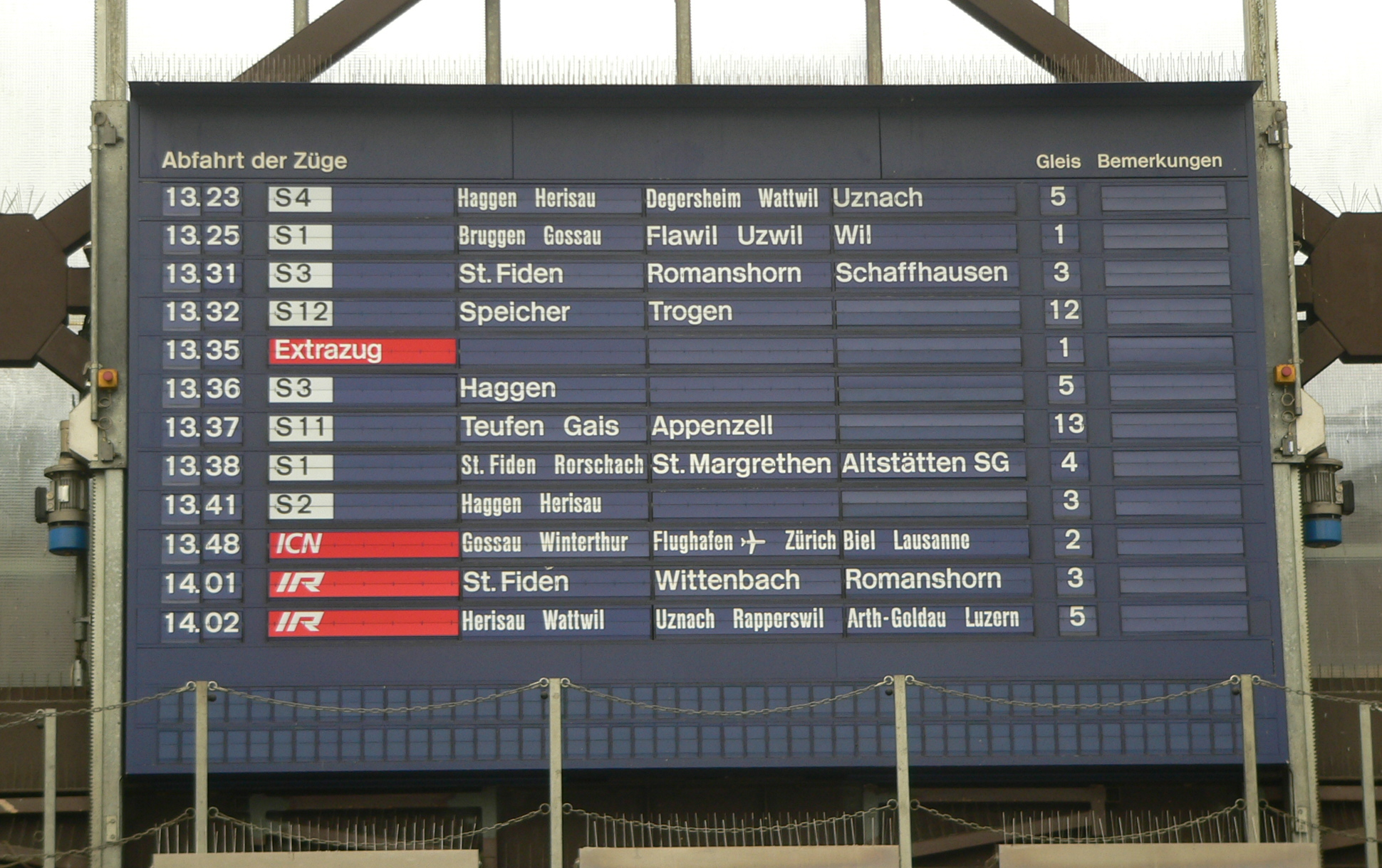
Anzeigetafel (2009)

Folgende S-Bahn-Linien fahren über St. Gallen:
- S 1 Wil – Gossau SG – St. Gallen –  Romanshorn – Kreuzlingen – Schaffhausen (Thurbo)
- S 2 Nesslau-Neu St. Johann – Herisau – St. Gallen – Rorschach – St. Margrethen – Altstätten (Thurbo)
- S 4 Rapperswil – Uznach – Wattwil – Herisau – St. Gallen – Rorschach – St. Margrethen – Sargans (SOB) (verkehrt als S17 via Ziegelbrücke weiter nach Rapperswil)
- S 5 Weinfelden – Sulgen – Gossau SG – St. Gallen – Rorschach – St. Margrethen (Thurbo)
- S 20 Appenzell – Gais – Teufen – St. Gallen – Trogen (AB) (Schnelllinie, während den Hauptverkehrszeiten)
- S 21 Appenzell – Gais – Teufen – St. Gallen – Trogen (AB)
- S 22 Teufen – St. Gallen – Trogen (AB) (während den Hauptverkehrszeiten)
- S 81 St. Gallen – Herisau (Thurbo)
- S 82 St. Gallen – Wittenbach (Thurbo) (während den Hauptverkehrszeiten)

Neben der S-Bahn steuern andere Regionalverkehrszüge den Bahnhof St. Gallen an:
- RE 1 Herisau – St. Gallen – Romanshorn – Kreuzlingen Hafen – Konstanz (Thurbo)
- RE Zürich – Winterthur – Wil – Gossau SG – St. Gallen (Thurbo) (nachts in der Fahrlage des  13)
- RE St. Gallen – Rorschach – Buchs SG – Sargans (Thurbo) (abends nach Betriebseinstellung des  13)
- SN St. Gallen – Romanshorn (Thurbo) (Nachtlinie)
- SN21 Winterthur – Wil – St. Gallen  (Thurbo) (Nachtlinie)
- SN22 Winterthur – Wil – St. Gallen – St. Margrethen – Heerbrugg  (Thurbo) (Nachtlinie)

#### Postauto
St. Gallen ist ein wichtiges Zentrum für den Postautoverkehr ins Appenzeller Vorderland (Rehetobel, Heiden, Stein) sowie in Richtung Bodensee und Thurgau (Steinach, Arbon). In St. Gallen wurden die ersten Doppeldeckerbusse der Postauto AG fahrplanmässig eingesetzt, weil eine Verwendung von Gelenkbussen aufgrund der engen Kurven auf einigen Strecken nicht möglich war. Die Auslastung der Linien ist so hoch, dass als Alternative nur das doppelte Führen einiger Kurse möglich war.

### Ortsverkehr
Rund um den Bahnhof sorgen der Trolleybus St. Gallen und diverse Autobus-Linien der Verkehrsbetriebe der Stadt St. Gallen (VBSG) für die Feinverteilung im Ortsverkehr.
Bis 1957 verfügte St. Gallen zudem über eine Trambahn, die Strassenbahn St. Gallen. Übriggeblieben ist davon einzig das kurze Strassenbahnstück der Appenzeller Bahnen zwischen Bahnhof und Brühltor.

## Statistik

### Bahnhofbenutzer pro Werktag
Im Jahr 2019 (vor der Corona-Pandemie) haben 82'000 Personen den Bahnhof St. Gallen benutzt.
| Jahr   | 2013   | 2014   | 2015   | 2016   | 2017 | 2018 | 2019   | 2020   | 2021   | 2022   | 2023   |
| ------ | ------ | ------ | ------ | ------ | ---- | ---- | ------ | ------ | ------ | ------ | ------ |
| Anzahl | 79'000 | 77'000 | 78'000 | 77'000 | N/A  | N/A  | 82'000 | 54'000 | 54'000 | 69'000 | 78'000 |